# Tetsuo Nakanishi
Tetsuo Nakanishi (中西 哲生 Nakanishi Tetsuo?), född 8 september 1969 i Aichi prefektur, är en japansk före detta fotbollsspelare.
Nakanishi började sin karriär 1992 i Nagoya Grampus Eight. Med Nagoya Grampus Eight vann han japanska cupen 1995. 1997 flyttade han till Kawasaki Frontale. Han avslutade karriären 2000.